# Пискарёвка (исторический район)
Пискарёвка — исторический район на северо-востоке Санкт-Петербурга. По названию района названы железнодорожная станция Пискарёвка, Пискарёвское мемориальное кладбище, Пискарёвский проспект, Пискарёвский путепровод, Пискарёвский лесопарк, Пискарёвский молокозавод и торговый центр.

## История
Район получил название по фамилии купца Ивана Ивановича Пискарёва, владевшего здесь обширными земельными участками. Наиболее раннее обозначение местности обозначено в Топографической карте Санкт-Петербургской губернии Ф. Ф. Шуберта, от 1834 года, где оно именуется как «Поместье Пискарева».
«Дача Пискарева» упоминается в «Ведомостях Санкт-Петербургской городской полиции» в 1849 году. В том же году сам Пискарёв, желая продавать участки под дачи, так описывал в «Ведомостях» принадлежавшую ему территорию: «дача в 310 десятин, состоящая в 3-м стане Санкт-Петербургского уезда, за дачею графа Кушелева-Безбородко, подле дачи полковницы Беклешовой, смежной с Лесным институтом, на месте высоком, сухом, с рощами, сосновыми, берёзовыми, и сенокосными лугами».
Согласно завещанию Пискарёва, засвидетельствованному 26 января 1853 года во втором департаменте Петербургской гражданской палаты, его деревянный дом с участком земли был передан в наследство его детям: сыновьям — Василию, Ивану и Александру; дочерям — девицам Екатерине, Марии, Надежде, Любови и Софье; а также дочерям, состоявшим в браке: мещанке Александре Шокиной, царскосельской купчихе Анне Мельниковой, титулярной советнице Елизавете Поповой, жене мастера кондитерского цеха Ольге Дорофеевой и купеческой жене Вере Овсянниковой.
8 января 1903 года Городская дума приняла решение о строительстве больничного городка на Пискарёвке в год 200-летия Петербурга, поэтому в названии было увековечено имя императора Петра Великого. В том же году на месте строительства профессором В. М. Бехтеревым был положен закладной камень. Кроме того, близлежащие улицы получили названия Меньшиковского и Шафировского проспектов, Брюсовской и Бестужевской улиц — в честь сподвижников Петра I.
В 1910-х вдоль Пискарёвки с запада на восток была проложена железнодорожная линия, идущую от Финляндского вокзала в сторону Ладожского озера. Здание воказала станции было открыто в 1914 году.
9 сентября 1913 года была заложена больница для служащих Северо-Западного железнодорожного узла. Одновременно с больницей на территории возводится инвалидный дом имени Александра II, в котором предусматривалось проводить реабилитационные мероприятия.
В 1913 году участок на Пискарёвке приобрёл для строительства дома-мастерской скульптор Леонид Владимирович Шервуд. Здание мастерской было снесено летом 2024 года.

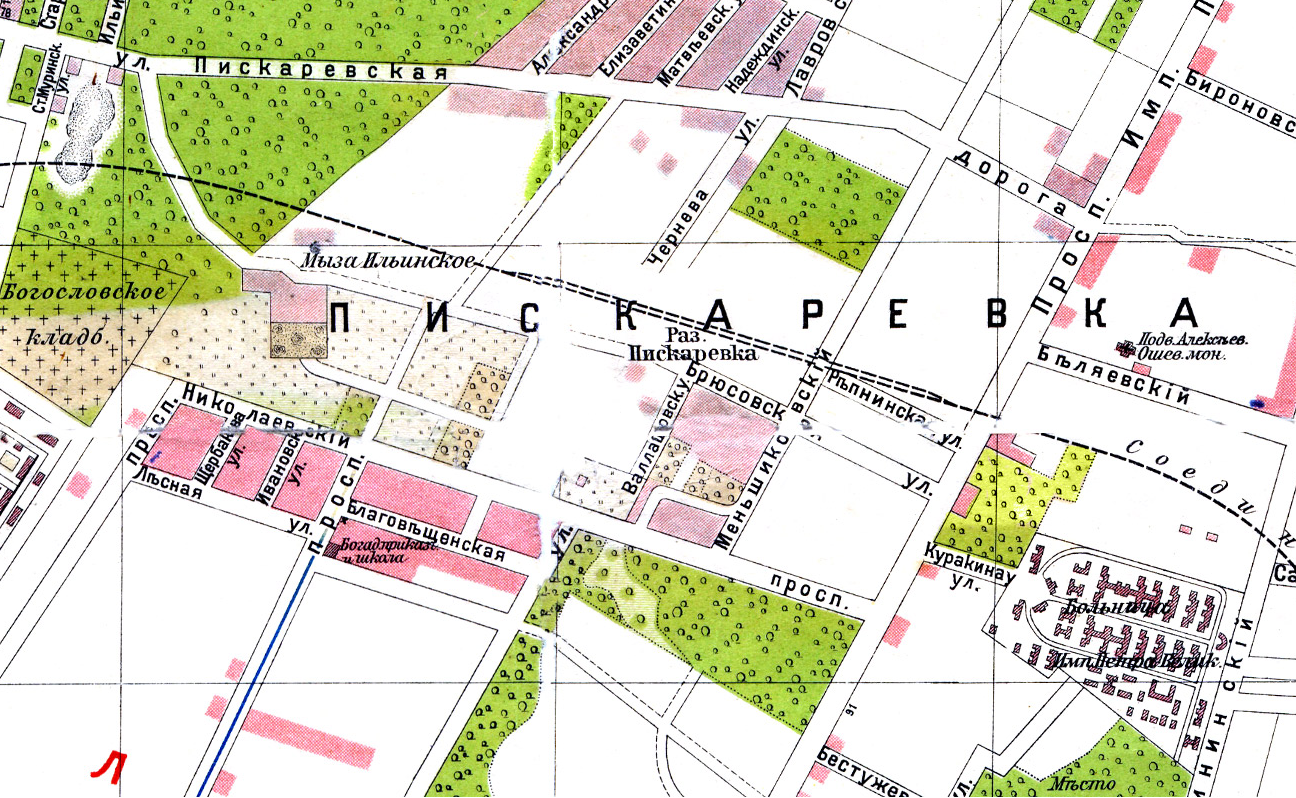
Пискарёвка на Плане из путеводителя Суворина 1913 года

## Границы
На севере к Пискарёвке примыкает Гражданка, на западе — Большая и Малая Кушелевка, на востоке — линия железной дороги, на юге — Полюстрово.
В современном административно-территориальном делении историческая местность оказалась искусственно разделена между двумя муниципальными образованиями: Пискарёвка (Калининский район) и Полюстрово (Красногвардейский район). Такое разделение не только искажает исторические границы Пискарёвки, но и затрудняет проведение градостроительной и культурной политики, учитывающей специфику района как единого исторического целого.
Исторически Пискарёвка связана с районом Полюстрово, в некотором роде, изначально являясь его частью. В том числе, будучи включенным в Полюстровский участок Петербурга. Формирование самостоятельного топонима было связано с прокладкой железной дороги по этой местности.

## Фото

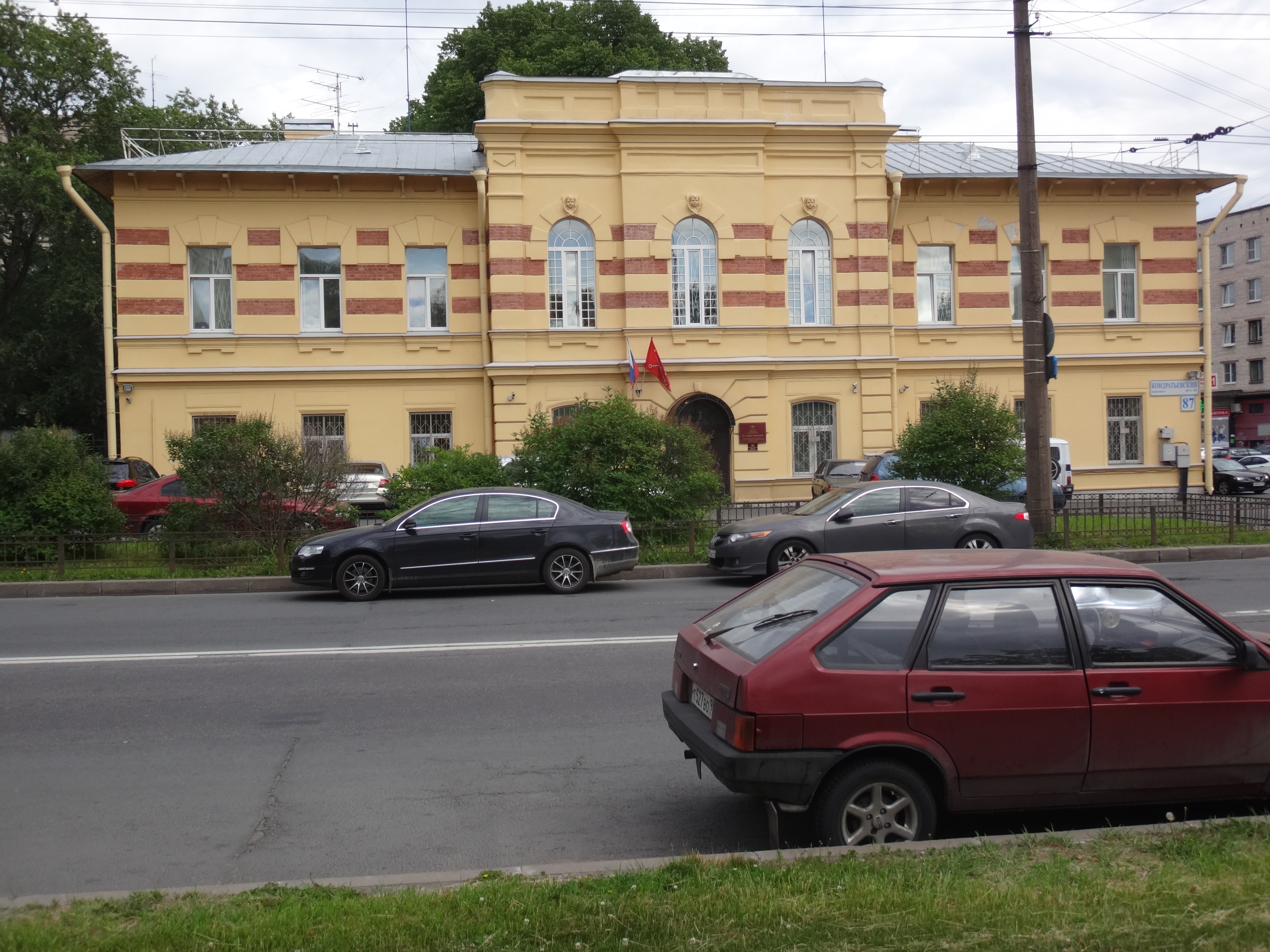
Богадельня Общества вспомоществования приказчикам и сидельцам
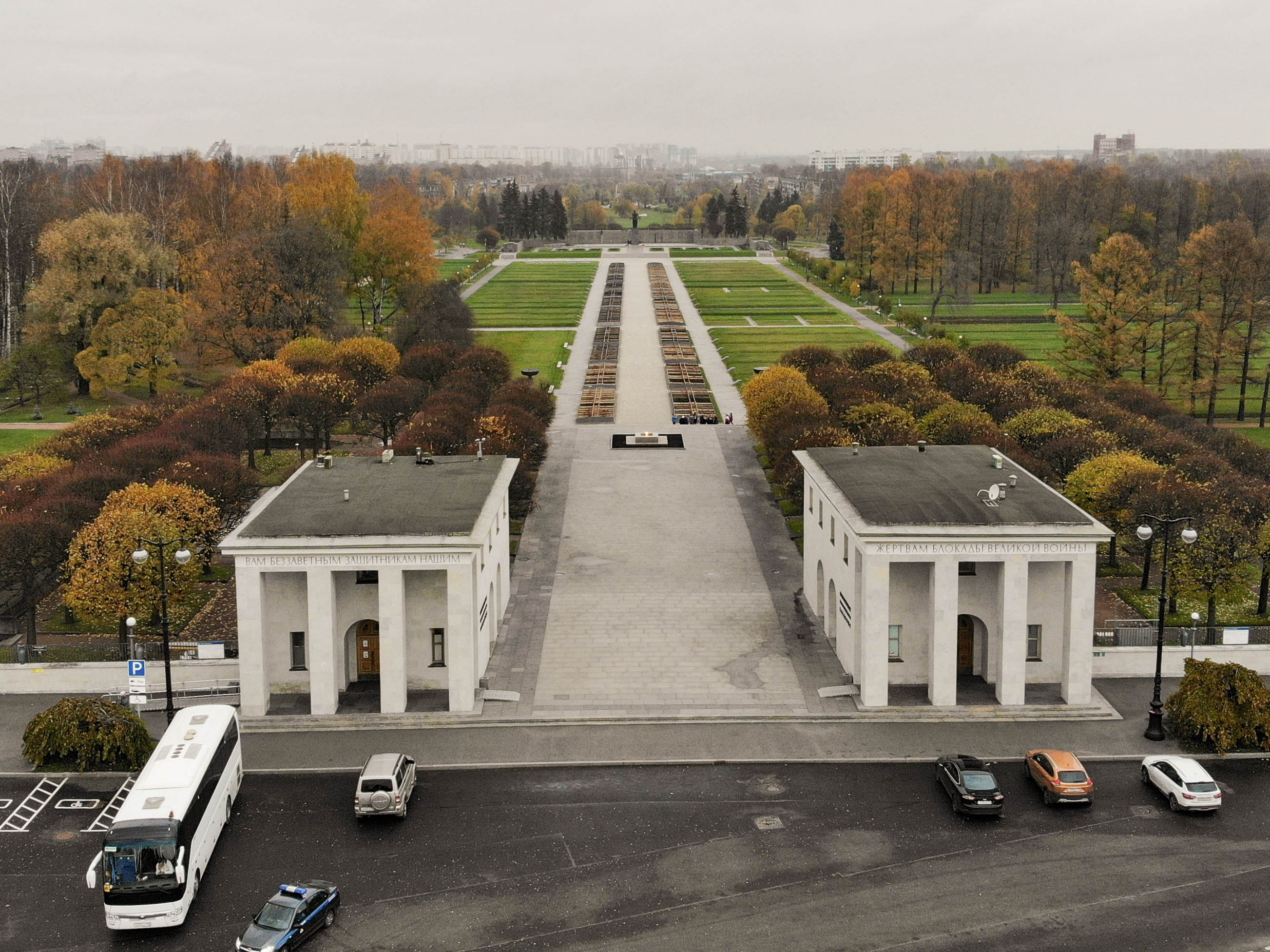
Санкт-Петербург, Пискарёвское кладбище сверху

## Достопримечательности
- Пискарёвское мемориальное кладбище
- Богословское кладбище
- Больница Петра Великого
- Здание вокзала станции Пискарёвка
- Здание бывшей богадельни Общества вспоможения приказчикам и сидельцам